# Lero (incrociatore ausiliario)
Il Lero è stato un posamine ed incrociatore ausiliario della Regia Marina, già motonave passeggeri italiana.

## Storia

La Lero poco dopo il completamento.

Costruita tra il novembre 1935 e l'ottobre 1936 nei Cantieri Riuniti dell'Adriatico di Monfalcone, qualche anno più tardi delle gemelle Adriatico, Barletta, Brindisi, Brioni, Zara e Monte Gargano, l'unità era originariamente una motonave passeggeri da 1980 tonnellate di stazza lorda e 1092 tonnellate di stazza netta. Quattro stive della capienza di 1722 metri cubi permettevano una portata lorda di 1214 (per altre fonti 1100) tonnellate, mentre nelle cabine potevano trovare posto in tutto 82 passeggeri (per altre fonti 70: 22 in prima classe, 24 in seconda e 26 in terza). Due motori diesel FIAT della potenza complessiva di 3300 hp (altre fonti 2400), consumando 11,5 tonnellate di carburante al giorno, azionavano una due eliche, consentendo una velocità di 14,5 nodi (alle prove in mare erano stati invece toccati i 15,8 nodi). 
Iscritta con matricola 289 al Compartimento marittimo di Venezia, la nave apparteneva inizialmente Compagnia Adriatica di Navigazione, che cambiò poi nome, il 1º gennaio 1937, in Adriatica Società Anonima di Navigazione. 
Impiegata inizialmente sulla linea n. 43 Adriatico-Albania-Egeo (rotta Venezia-Dalmazia-Albania-Grecia-Smirne-Rodi), la nave venne trasferita nel 1937 sulle linee 52 (Pireo-Rodi-Pireo) e 53 (Rodi-Alessandria d'Egitto-Rodi). A partire dal 5 dicembre 1939 la nave ritornò sulla linea 51 Adriatico-Egeo sino al 16 aprile 1940, quando iniziò a svolgere viaggi brevi straordinari per conto del governo, fino all'8 maggio dello stesso anno.

La Lero in servizio mercantile.

Il 9 maggio 1940, un mese prima dell'ingresso dell'Italia nella seconda guerra mondiale, la motonave venne requisita a Brindisi dalla Regia Marina ed iscritta nel ruolo del Naviglio ausiliario dello Stato come posamine ed incrociatore ausiliario con contrassegno D 25. Dotata di un armamento (le navi gemelle, tutte militarizzate, vennero armate solitamente con due cannoni da 102/45 Mod. 1917 e quattro mitragliere da 13,2 mm) e provvista di attrezzature per il trasporto e la posa di mine, la Lero venne assegnata al Gruppo Navi Ausiliarie Dipartimentali del Comando Navale Mar Egeo, con base a Rodi. Tra il 6 giugno ed il 10 luglio 1940 la nave partecipò alla posa di campi minati al largo di Lero, Rodi e Stampalia (in tale periodo vennero posati nelle acque del Dodecaneso e del Mar Egeo, ad opera del Lero, dei cacciatorpediniere Crispi e Sella e delle torpediniere Libra, Lince e Lira, un totale di 28 campi minati, quattro dei quali antisommergibile, per complessive 800 mine). 
Nel 1941 la Lero venne assegnata a compiti di scorta convogli nel Mar Egeo tra Rodi, Lero ed il Pireo. Nei due anni successivi la nave rientrò in Italia solo una volta, nel settembre 1941, trattenendovisi per lavori protrattisi sino al maggio 1942.

L'incrociatore ausiliario Lero in una fotografia del 5 agosto 1942.

Il 24-25 marzo 1941 la motonave, ormeggiata a Stampalia, imbarcò gli operatori della X Flottiglia MAS che il giorno 26 avrebbero vittoriosamente attaccato la base di Suda con barchini esplosivi.
Nel luglio 1942 l'incrociatore ausiliario effettuò una singola missione da Suda verso Tobruk e Bengasi.
Il 20 ottobre 1942 la motonave, giunta a Rodi da Samo, ne ripartì alla volta di Portolago (Lero), scortata dagli anziani cacciatorpediniere Crispi e Sella. Alle 14.30 ora inglese la Lero, che era preceduta da uno dei due cacciatorpediniere e seguita dall'altro, venne avvistata dal sommergibile britannico Thrasher, che manovrò per avvicinarsi. La possibilità che l'unità avversaria potesse raggiungere il convoglio era piuttosto bassa, ma alle 15.30 ora inglese il convoglio modificò la rotta, riducendo la distanza da oltre 5,5 a 3,2 km. Alle 15.35, sempre secondo l'orario inglese, il Thrasher lanciò quattro siluri contro l'incrociatore ausiliario: centrato alle 14.18 ora italiana (per altre fonti 12.30 o 14.24), circa 6 miglia a sudovest di Simi, da due delle armi in corrispondenza della stiva numero 2, il Lero s'inabissò in 15-17 minuti in posizione 36°24' N e 27°52' E (per altre fonti 36°26' N e 27°54' E).
L'intero equipaggio dell'unità poté essere salvato da uno dei cacciatorpediniere, grazie anche alle buone condizioni del tempo e del mare, mentre la seconda unità della scorta contrattaccò infruttuosamente con 18 bombe di profondità.